# História do estado de São Paulo

Bandeira do estado de São Paulo.

Brasão de armas do estado de São Paulo escrito com o lema: "PRO BRASILIA FIANT EXIMIA".

A história de São Paulo inicia-se no século XVI com a chegada de navegadores portugueses e espanhóis devido ao descobrimento do Brasil. No entanto, apenas em 1532 o português Martim Afonso de Sousa fundaria a primeira povoação de origem europeia no Brasil e uma das primeiras da América — a vila de São Vicente, na atual Baixada Santista, realizando também as primeiras eleições em continente americano. No século XVII, os bandeirantes paulistas intensificaram a exploração do interior da colônia, o que acabou por expandir os domínios territoriais dos portugueses na América do Sul. Após a instituição da Capitania de São Paulo, no século XVIII, a região começa a ganhar peso político. São Paulo, no entanto, só conseguiu crescimento econômico e populacional após a independência, durante o Império, com a cultura do café na segunda metade do século XIX. A mão-de-obra escrava foi substituída por imigrantes europeus, principalmente italianos, atraídos pela oferta de terras do governo imperial para que se estabelecessem como proprietários agrícolas. A expansão da cultura cafeeira impulsionou o crescimento econômico de São Paulo e a construção de ferrovias. Estas eram utilizadas para levar a produção até o Porto de Santos, de onde seria exportada para a Europa e Estados Unidos. Durante o século XX, o estado continuou a ter grande desenvolvimento econômico, especialmente no setor industrial. Aumentou consideravelmente sua população e conquistou a posição de principal força produtiva do país. Sob o regime de Vargas, o estado é um dos primeiros a iniciar um processo de industrialização e sua população se torna uma das mais urbanas da federação. A população paulista é uma das mais diversificadas do país e descende principalmente de italianos, que começaram a emigrar para o país no fim do século XIX, de portugueses, que colonizaram o Brasil e instalaram os primeiros assentamentos europeus na região, de povos ameríndios nativos, de povos africanos e de migrantes de outras regiões do país. Outras grandes correntes imigratórias, como de árabes, alemães, espanhóis, japoneses e chineses, também tiveram presença significativa na composição étnica da população local.

## Povos indígenas

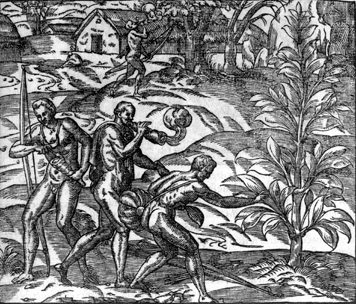
Gravura de André Thevet do século XVI retratando índios tupinambás fumando

A região do atual estado de São Paulo já era habitada por povos ameríndios desde, ao menos, aproximadamente 10 000 a.C., conforme evidenciado por estudos feitos em antigos sítios arqueológicos em diferentes pontos do atual território paulista, como os sítios Caetetuba, Bastos e Lagoa do Camargo. Existem mesmo registros, por exemplo, estudos no sítio arqueológico Rincão I, que sugerem que a ocupação humana antiga já estava presente em São Paulo 17 mil anos atrás, durante o Último Máximo Glacial.
Em momento controverso, seja nos primeiros séculos da Era Cristã ou por volta do ano 1000, o litoral e o Planalto Paulista foram ocupados por povos tupis e guaranis, oriundos da Amazônia. No momento da chegada dos europeus, no século XVI, os indígenas majoritários do litoral e Planalto Paulista eram os tupinambás, tupiniquins e carijós, no litoral; e povos do tronco linguístico macro-jê, no interior.

## Colonização europeia

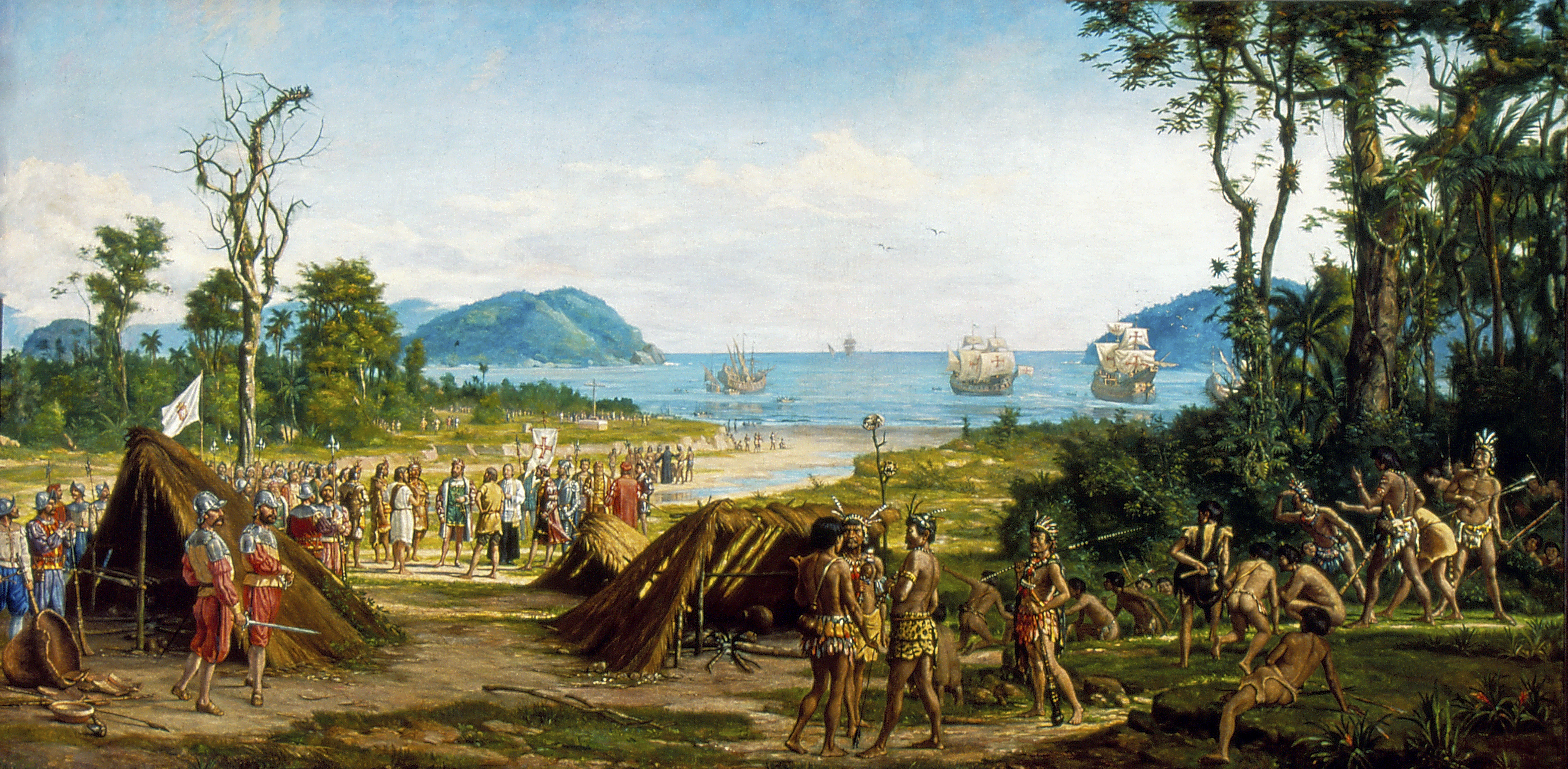
"Fundação de São Vicente", por Benedito Calixto

No início do século XVI, o litoral paulista já tinha sido visitado por navegadores portugueses e espanhóis, mas somente em 1532 se deu a fundação da primeira povoação de origem europeia, São Vicente, na atual Baixada Santista, por Martim Afonso de Sousa. Com a criação da Vila de São Vicente, instalou-se, o primeiro parlamento na América: a Câmara da Vila de São Vicente. Realizaram-se também as primeiras eleições do continente americano.
A procura de metais preciosos levou os portugueses a ultrapassarem a Serra do Mar, pelo antigo caminho indígena do Peabiru e, em 1554, no planalto existente após a Serra do Mar, foi fundada a vila de São Paulo de Piratininga pelos jesuítas liderados por Manuel da Nóbrega.
Até o fim do século XVI, os portugueses fundaram outras vilas no entorno do planalto, como Santana de Parnaíba, garantindo, assim, a segurança e a subsistência da vila de São Paulo.
O nome São Vicente foi dado por Américo Vespúcio, em 22 de janeiro de 1502, em viagem que objetivava mapear o litoral do Brasil. Quando passou pela região, encontrou duas ilhas, onde hoje estão as cidades de Santos e São Vicente na Ilha de São Vicente e a cidade de Guarujá na ilha de Santo Amaro e o estuário, que achou ser um rio. Era dia de São Vicente, assim tendo sido batizada a localidade.
As primeiras povoações de São Vicente também não foram oficiais. Ali foi abandonado o Bacharel de Cananeia, o qual, segundo muitos historiadores, teria sido o português Cosme Fernandes Pessoa, verdadeiro fundador de São Vicente, a partir de onde de fato governava e controlava o comércio da região. Segundo documento encontrado pelo português Jaime Cortesão, o Bacharel já moraria no Brasil antes até da chegada de Cabral: O degredado é citado num documento datado de 24 de abril de 1499, descoberto por Cortesão, que se reporta a uma viagem não-oficial de Bartolomeu Dias ao Brasil. Outro documento, de 1526, descreve o povoado de São Vicente, informando que teria uma dúzia de casas, sendo apenas uma de pedra, com uma torre para defesa.

### Guerra de Iguape
O Bacharel de Cananeia foi acusado junto ao Rei de Portugal, por dois amigos que em troca receberam doações em terras, de manter relações com espanhóis que viviam mais ao sul, com perigo para o domínio português na região. Martim Afonso de Sousa partiu para o Brasil com diversos objetivos. O primeiro deles era o de estabelecer oficialmente a colonização do Brasil, confirmando o poder da coroa. Como consequência, subtraiu o poder das mãos de Cosme Fernandes Pessoa.

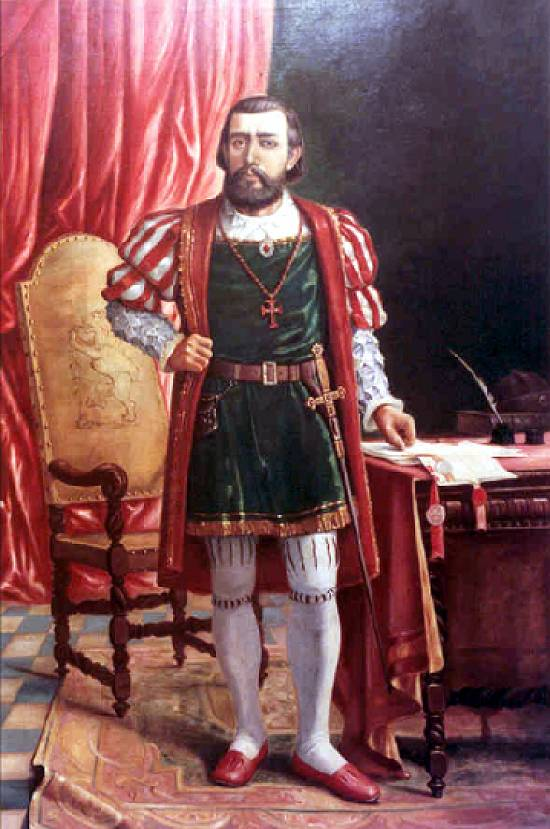
Martim Afonso de Sousa, fidalgo e explorador português

Martim Afonso de Sousa fundou oficialmente o povoado de São Vicente, na data de 22 de janeiro de 1532. 
Na Guerra de Iguape em 1536 - o primeiro confronto entre espanhóis e portugueses na América do Sul -, o Bacharel de Cananeia atacou, saqueou e queimou o povoado, enforcando o antigo amigo e traidor Henrique Montes. Esse é o último registro histórico sobre o Bacharel de Cananeia. Martim Afonso de Sousa distribuiu sesmarias e efetuou diversas edificações, deixando São Vicente povoada e organizada.

### São Vicente
O Porto de São Vicente foi alvo do primeiro grande desastre ecológico do Brasil: a terra à beira mar foi limpa e cultivada. Sendo a terra arenosa e tendo o solo perdido sua camada protetora, as chuvas levaram a areia para o mar assoreando o porto de São Vicente. Martim Afonso de Sousa partira de São Vicente em 22 de maio de 1533, deixando a administração nas mãos de sua esposa Dona Ana Pimentel (primeira donatária no Brasil). Por sua vez, D. Ana Pimentel nomeou Brás Cubas como Capitão-Mor e ouvidor da Capitania de São Vicente, que, devido ao assoreamento do Porto, única via de comunicação com a Metrópole portuguesa e o ataque do Bacharel de Cananeia a São Vicente, decidiu montar novo porto na região Enguaguaçu, local mais protegido, para onde foi transferido o porto em 1536, estabelecendo ali um povoado. O simples fato do nome do local ser indígena, e não português, evidencia que a iniciativa não foi oficial. Brás Cubas atraiu para ali colonos de áreas próximas e fundou um povoado, que futuramente receberia o nome de Santos, e promoveu melhorias, como a construção da primeira Santa Casa do Brasil. São Vicente entra assim em declínio.
Embora haja notícias da existência de mulheres portuguesas na frota de Martim Afonso de Sousa, não foram ainda encontrados registros escritos. O primeiro registro escrito relativo a mulheres portuguesas vindas para o Brasil data de 1550. Assim as mães eram geralmente mamelucas ou índias.
A fundação de São Vicente no litoral paulista iniciou o processo de colonização do Brasil como política sistemática do governo português, motivada pela presença de estrangeiros que ameaçavam a posse da terra. Evidentemente, antes disso já havia ali um núcleo português que, à semelhança de outros das regiões litorâneas, fora constituído por náufragos e datava, provavelmente, do início do século XVI. Foi, no entanto, durante a estada de Martim Afonso de Sousa que se fundou, em 20 de janeiro de 1532, a vila de São Vicente e com ela se instalou o primeiro marco efetivo da colonização brasileira.
O nome de São Vicente se estendeu à capitania hereditária doada ao mesmo Martim Afonso de Sousa pelo Rei de Portugal em 1534. Assim, o primeiro nome do atual estado de São Paulo foi capitania de São Vicente.

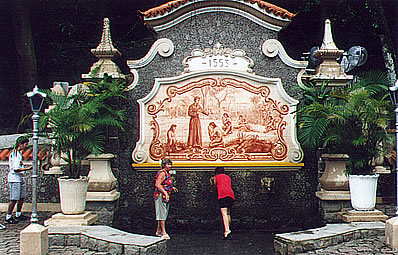
"Biquinha de Anchieta", na cidade de São Vicente, cenário das aulas de catecismo do padre jesuíta José de Anchieta

### Expansão para oPlanalto Paulista
A despeito das inumeráveis dificuldades para transpor a serra do Mar, os campos do planalto logo atraíram os povoadores, o que tornou São Paulo uma exceção no tipo de colonização dos portugueses dos primeiros tempos, que se fixavam sobretudo no litoral. Assim, em 1553, povoadores portugueses fundaram a Vila de Santo André da Borda do Campo. No ano seguinte, os padres da Companhia de Jesus fundaram, em uma colina de Piratininga, um colégio para os índios, berço da Vila de São Paulo. Em 1560, a Vila de Santo André foi extinta e seus moradores foram transferidos para São Paulo de Piratininga.
A faixa litorânea, estreita pela presença da Serra do Mar, não apresentava as condições necessárias para o desenvolvimento da grande lavoura. Por sua vez, o planalto deparava com o sério obstáculo do Caminho do Mar, que, ao invés de ligar, isolava a região de Piratininga, negando-lhe o acesso ao oceano e, portanto, a facilidade para o transporte. Em consequência, a capitania ficou relegada a um plano econômico inferior, impedida de cultivar com êxito o principal produto agrícola do Brasil colonial, a cana-de-açúcar, e de concorrer com a principal zona açucareira da época, representada por Pernambuco e Bahia.
Estabeleceu-se, em Piratininga, uma policultura de subsistência, baseada no trabalho forçado do índio. Os inventários dos primeiros paulistas acusavam pequena quantidade de importações e completa ausência de luxo. O isolamento criou no planalto uma sociedade peculiar. Chegar a São Paulo requeria fibra especial na luta contra as dificuldades do acesso à serra, os ataques dos índios, a fome, as doenças, o que levaria a imigração europeia a um rigoroso processo seletivo. Tais condições de vida determinariam a formação de uma sociedade em moldes mais democráticos que os daquela que se estabelecera mais ao norte da colônia.
Concorreu em boa parte para tanto a proliferação de mamelucos oriundos do inevitável e intenso cruzamento com as índias da terra, pertencentes às tribos tupis que dominavam o litoral brasileiro. Em São Paulo, especialmente, o hibridismo luso-tupi na sua feição étnico-cultural não se atenuaria tão rapidamente como ocorreu em outras regiões em que o fluxo de negros e o contato mais fácil com a metrópole veio diluí-lo. Mais do que em qualquer outro lugar, o português saberia, à sombra de uma excepcional capacidade de adaptação, integrar certos traços culturais dos tupis que lhe permitiriam sobreviver — e mais, tirar proveito do sertão hostil.

## As bandeiras

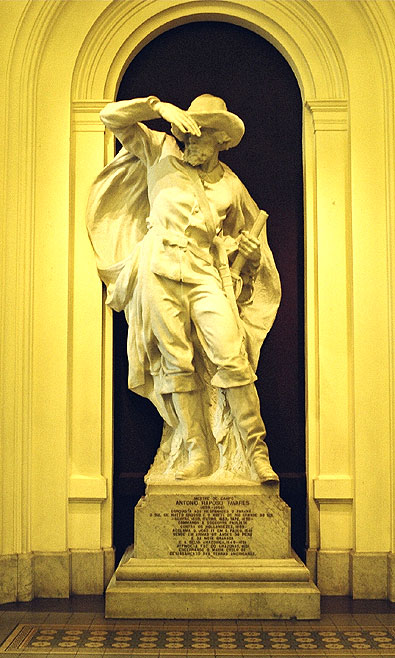
Estátua de Antônio Raposo Tavares, um dos mais famosos bandeirantes, no Museu Paulista em São Paulo.

Dificuldades econômicas, tino sertanista, localização geográfica (São Paulo era um importante centro de circulação fluvial e terrestre), espírito de aventura, seriam poderosos impulsos na arrancada para o sertão. Desde os primeiros tempos da colonização eram constantes as arremetidas, num bandeirismo defensivo que visava a garantir a expansão paulista do século XVII. Este seria o grande século das bandeiras, aquele em que se iniciaria o bandeirismo ofensivo propriamente dito, cujo propósito era em grande parte o lucro imediato proporcionado pela caça ao índio. Da vila de São Paulo partiram as bandeiras de apresamento chefiadas por Antônio Raposo Tavares, Manuel Preto, André Fernandes, entre outros, e bandeiras de colonização para o Sul, como a chefiada pelo bandeirante Manuel Lourenço de Andrade.
As condições peculiares de vida no planalto permitiram que os paulistas, durante os dois primeiros séculos, desfrutassem de considerável autonomia em setores como defesa, relações com os índios, administração eclesiástica, obras públicas e serviços municipais, controle de preços e mercadorias. As câmaras municipais, compostas por "homens bons" da terra, raramente se continham dentro de suas legítimas atribuições; em São Paulo, especialmente, sua independência quase fez esquecer o governo lusitano.

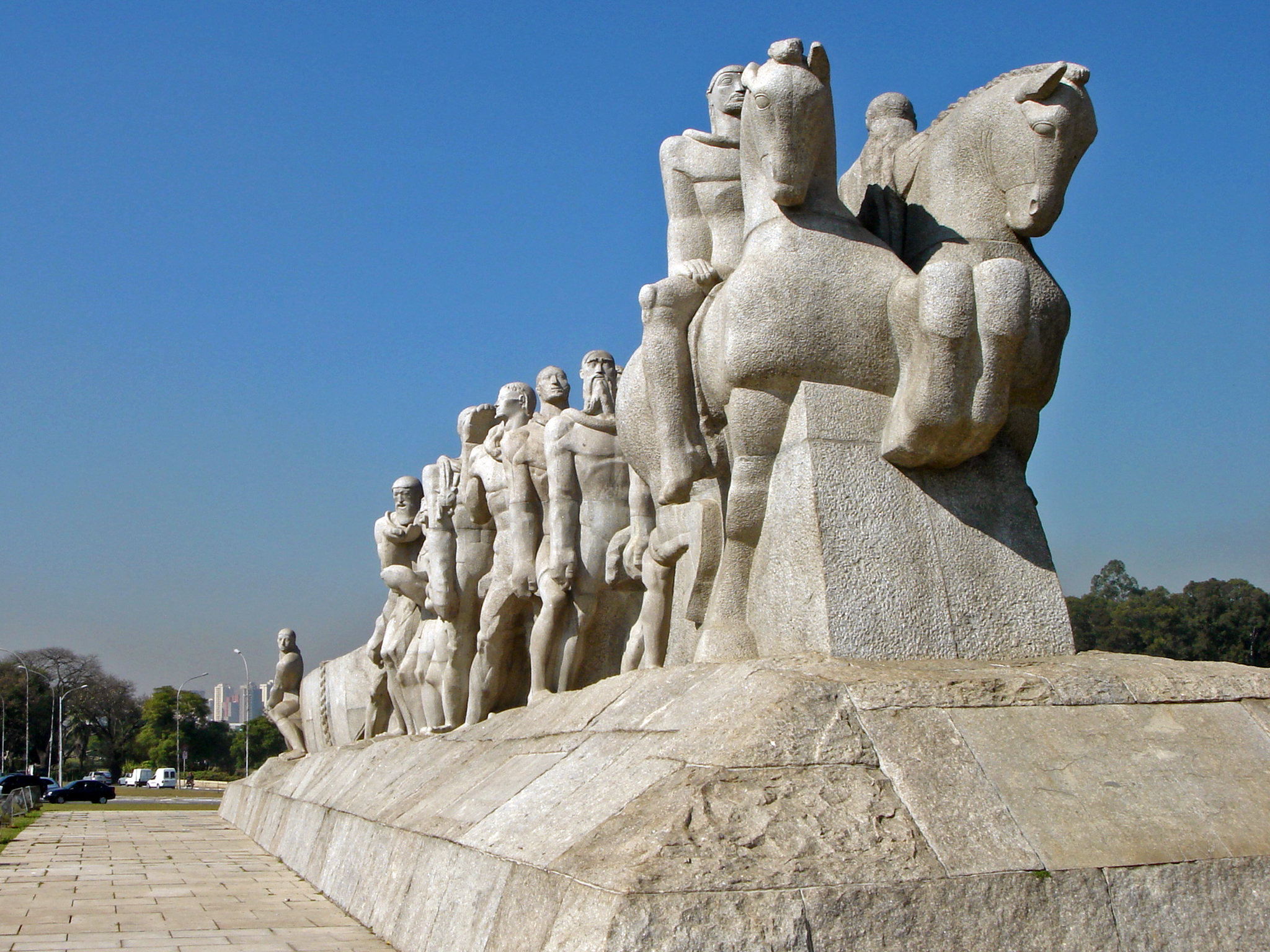
Monumento às Bandeiras, Parque Ibirapuera, São Paulo.

Do bandeirismo de apresamento passou-se ao bandeirismo minerador, quando a atividade de Borba Gato, Bartolomeu Bueno da Silva, Pascoal Moreira Cabral e outros foi recompensada com o encontro dos veios auríferos em Minas Gerais e Mato Grosso. Dura provação foi o efeito do descobrimento do ouro sobre São Paulo e outras vilas do planalto: todos buscavam o enriquecimento imediato representado pelo metal precioso. Como disse José Joaquim Machado de Oliveira, "não havia paulista que, mais ou menos, deixasse de afagar o pensamento de descobrir minas".
Assim, o povoamento dos sertões brasileiros fez-se com sacrifício dos habitantes de São Paulo e em detrimento da densidade populacional da capitania. Essa ruptura demográfica, aliada a fatores geográficos já mencionados (a serra do Mar), ocasionou uma queda da produtividade agrícola, bem como o declínio de outras atividades, o que acentuou a pobreza do povo no decorrer do século XVIII. A capitania, que então abrangia toda a região das descobertas auríferas, foi transferida para a coroa e ali instalou-se governo próprio em 1709, separado do governo do Rio de Janeiro e com sede na vila de São Paulo, elevada a cidade em 1711.

## O ciclo do ouro e decadência da capitania
No final do século XVII, bandeirantes paulistas descobrem ouro na região do Rio das Mortes, nas proximidades da atual São João del-Rei. A descoberta das imensas jazidas de ouro provoca uma corrida em direção às Minas Gerais, como eram chamadas na época os inúmeros depósitos de ouro por exploradores advindos tanto de São Paulo quanto de outras partes da colônia.

Divisão administrativa do Brasil após a Guerra dos Emboabas.

Como descobridores das minas, os paulistas exigiam exclusividade na exploração do ouro, porém foram vencidos em 1710 com o fim da Guerra dos Emboabas, perdendo o controle das Minas Gerais, que se torna capitania autônoma em 1721. O ouro extraído de Minas Gerais seria escoado via Rio de Janeiro. Como compensação, a Vila de São Paulo é elevada à categoria de cidade em 1711.
O êxodo em direção às Minas Gerais provocou a decadência econômica na capitania, e ao longo do século XVIII esta foi perdendo território e dinamismo econômico até ser simplesmente anexada em 1748 à capitania do Rio de Janeiro. Assim, pouco antes de ser anexada ao Rio de Janeiro, São Paulo perdeu território para a criação da Capitania de Goiás e a Capitania do Mato Grosso. Estas duas capitanias correspondem hoje aos estados de Mato Grosso do Sul, Mato Grosso, Rondônia, Goiás, Tocantins, Distrito Federal e o Triângulo Mineiro.
Alguns autores têm contestado essa versão da decadência da capitania. O principal argumento que leva historiadores a defenderem tal tese é a estabilização do número de vilas que surgidas no período. Porém, o número de habitantes não teria diminuído, apenas se concentrado nas vilas já existentes, e sua população, apesar de não lucrar diretamente com as minas, dominava o fornecimento de mantimentos, principalmente ligados à pecuária. A principal justificativa para a anexação à Capitania do Rio de Janeiro foi a segurança das minas, já que São Paulo seria seu escudo natural contra invasões oriundas da Argentina ou outras colônias espanholas (ironicamente o mesmo argumento utilizado para sua restauração anos depois).

## A restauração da capitania e a província de São Paulo

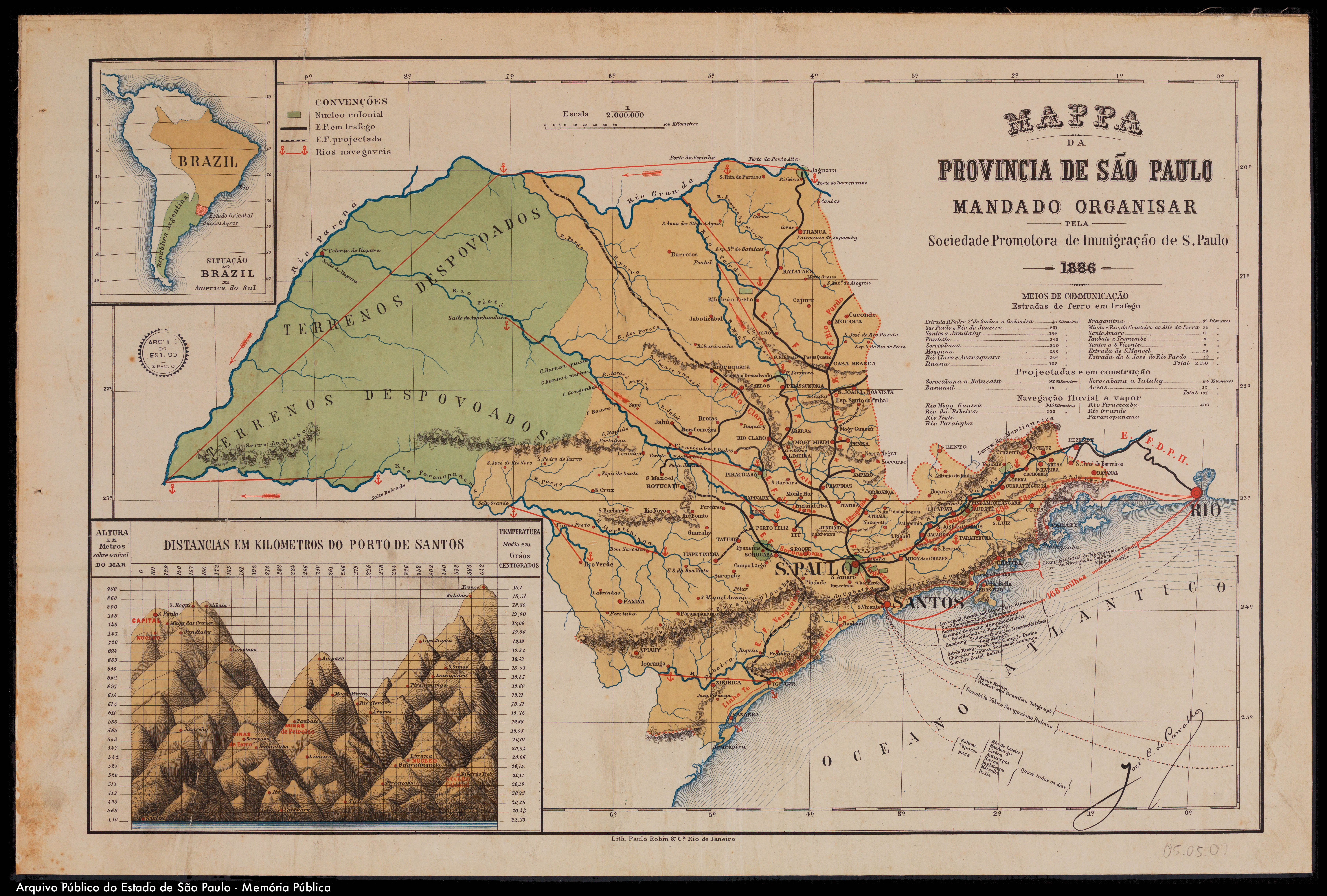
Mapa da província de São Paulo (1886).

O governador da Capitania de Minas Gerais, Luís Diogo Lobo da Silva, em 24 de setembro de 1764, anexa a margem esquerda do Rio Sapucaí, atual Mesorregião do Sul e Sudoeste de Minas, estendendo os limites de Minas Gerais, aproximadamente, até a divisa atual com São Paulo. Este território jamais voltaria a ser recuperado por São Paulo mesmo depois da recriação da capitania. Essa região anexada por Minas Gerais, continuou entretanto, pertencendo à Arquidiocese de São Paulo.
Em 1765, pelos esforços do Morgado de Mateus é reinstituída a Capitania de São Paulo e este promove uma política de incentivo à produção de açúcar para garantir o sustento da capitania. A capitania é restaurada entretanto com cerca de um terço de seu território original, compreendendo apenas os atuais estados de São Paulo e Paraná e parte de Santa Catarina.
O Morgado de Mateus criou a Vila de Lages e Campo Mourão para a defesa da capitania. Foram criadas várias outras vilas, fato que não ocorria desde o início do século XVIII em São Paulo.
Assim, são fundados no leste paulista, região propícia para tal cultivo, as vilas de Campinas e Piracicaba, onde logo a cana-de-açúcar desenvolve-se. O açúcar é exportado pelo porto de Santos e atinge seu auge no início do século XIX.
A capitania de São Paulo ganha peso político, durante a época da Independência do Brasil, pela figura de José Bonifácio, natural de Santos, e em 7 de setembro de 1822 a Independência é proclamada às margens do riacho Ipiranga, em São Paulo, por Dom Pedro I. Em 1821 a capitania transforma-se em província.
Em 1820, D. João VI anexou Lages a Santa Catarina, perdendo São Paulo mais um pouco de seu território.
Em 1853 é criada a província do Paraná, e São Paulo perde, pela última vez território, ficando a partir daquela data com seu território atual.
As divisas atuais do estado de São Paulo só foram fixadas em definitivo, na década de 1930.

## O ciclo do café
Já em 1817 é fundada a primeira fazenda de café de São Paulo, no vale do rio Paraíba do Sul, e, após a Independência do Brasil, o cultivo de café ganha força nas terras da região do Vale do Paraíba, enriquecendo rapidamente cidades como Guaratinguetá, Bananal, Lorena e Pindamonhangaba.

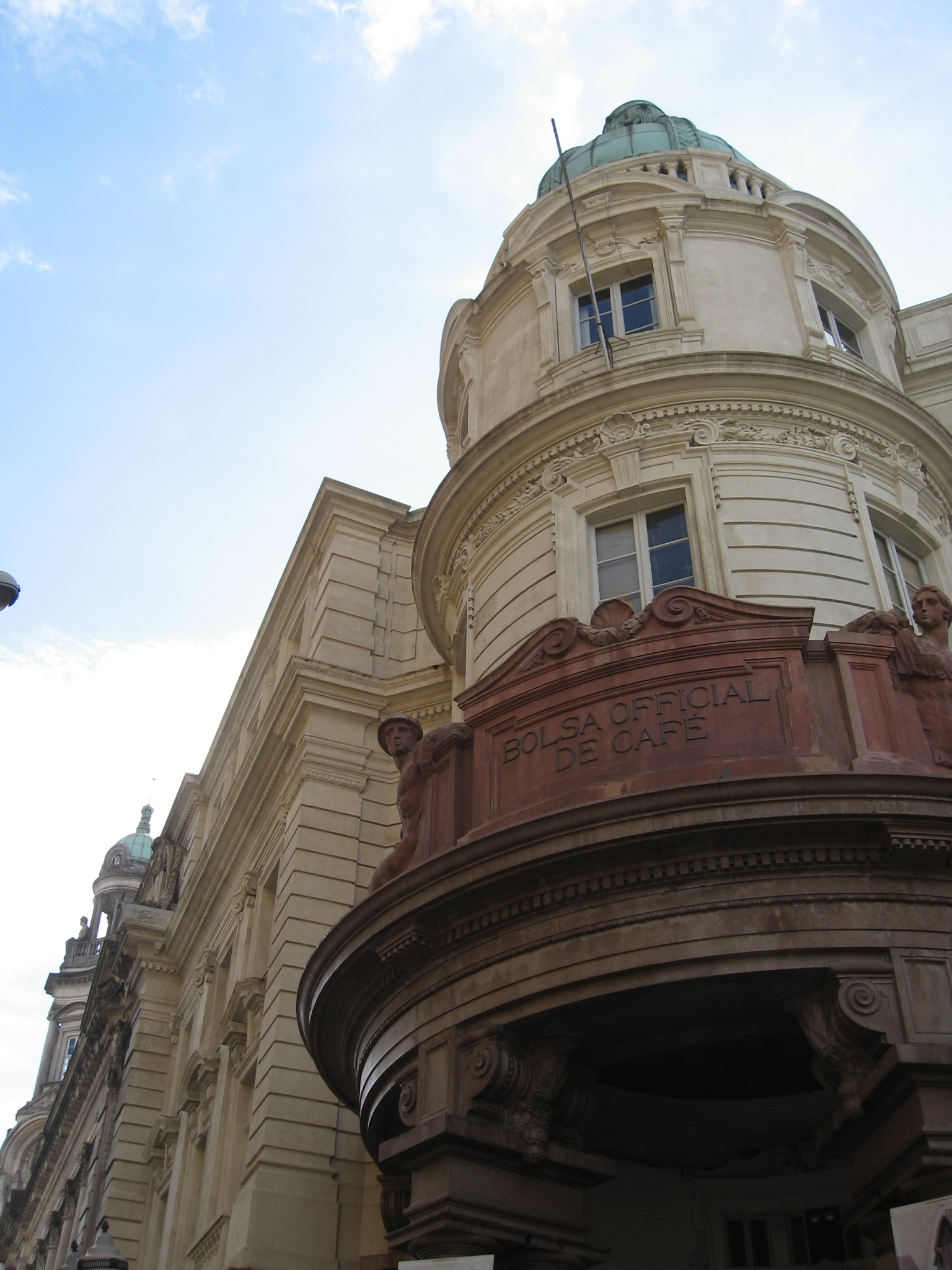
Bolsa do Café em Santos

Nas fazendas cafeeiras do Vale do Paraíba, era utilizada em grande escala a mão-de-obra escrava, e os grãos eram escoados via Rio de Janeiro. Assim sendo, o Vale enriquece-se rapidamente, gerando uma oligarquia rural, porém o restante da província continua dependente da cana-de-açúcar e do comércio que vai se estabelecendo na cidade de São Paulo, impulsionado pela fundação de uma faculdade de Direito em 1827. São Paulo começa a se desenvolver também como cidade, abrindo seus primeiros estabelecimentos receptivos aos viajantes, estudantes e comerciantes que desejavam conhecer o lugar ou para estabelecer empreendimentos. Pensões, hotéis e pousos passavam a ser regulamentados e cresciam em número, proporcionando opções de hospedagem, conforto e lazer.
Entretanto, a exaustão dos solos do Vale do Paraíba e as crescentes dificuldades impostas ao regime escravocrata levam a uma decadência no cultivo do café a partir de 1860 naquela região. O Vale vai se esvaziando economicamente enquanto o cultivo do café migra em direção ao Oeste Paulista, adentrando primeiramente na região de Campinas e Itu, substituindo o cultivo da cana-de-açúcar realizado até então.
A migração do café rumo ao oeste provoca grandes mudanças econômicas e sociais na Província. A proibição do Tráfico negreiro em 1850 leva a necessidade de busca de nova forma de mão-de-obra para os novos cultivos. A imigração de europeus passa a ser incentivada pelo governo Imperial e provincial. O escoamento dos grãos passa a ser feito via porto de Santos, o que leva a fundação da primeira ferrovia paulista, a São Paulo Railway, inaugurada em 1867, construída por capitais ingleses e do Visconde de Mauá, ligando Santos a Jundiaí, passando por São Paulo, que começa a se transformar em importante entreposto comercial entre o litoral e o interior cafeeiro.

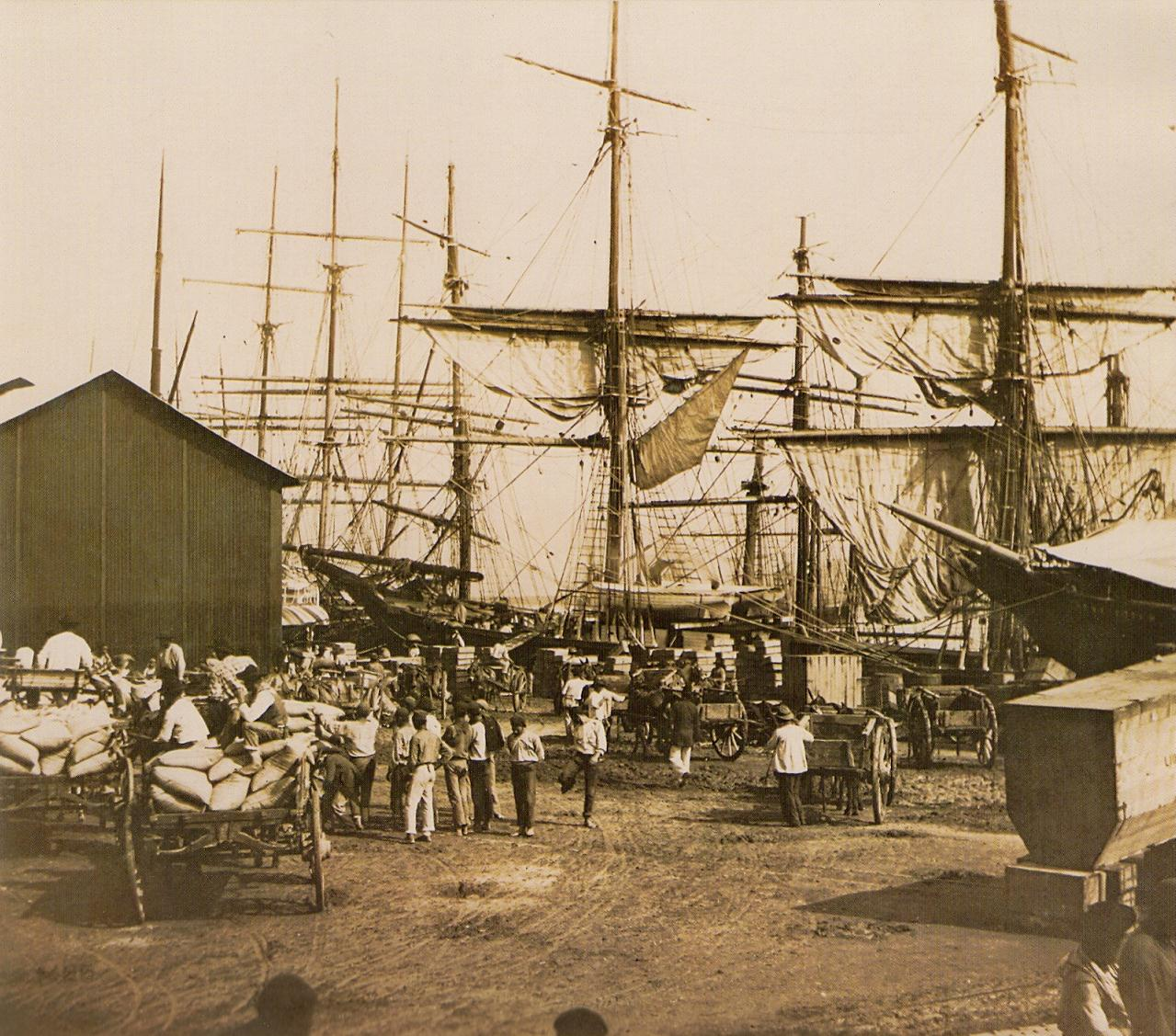
Café sendo embarcado no porto de Santos em 1880, por Marc Ferrez.

O café vai adentrando paulatinamente o oeste paulista, passando por Campinas, Rio Claro e Porto Ferreira; em 1870, a penetração da cultura encontra seus campos mais férteis de cultivo: as terras roxas do nordeste paulista, próximas a Ribeirão Preto, São Carlos e Jaú onde surgiram as maiores e mais produtivas fazendas de café do mundo.
Atrás de novas terras para o café, exploradores adentram o até então desconhecido quadrilátero compreendido entre a Serra de Botucatu e os rios Paraná, Tietê e Paranapanema, onde fundaram cidades como Bauru, Marília, Garça, Araçatuba e Presidente Prudente no final do século XIX e início do século XX.
As fronteiras paulistas são fixadas com a emancipação  do Paraná em 1853. O sul paulista (Vale do Ribeira e região de Itapeva) não atraem o cultivo do café e sofrem com litígios de divisa entre São Paulo e Paraná, sendo portanto postas à margem do desenvolvimento do resto da província, tornando-se, até nossos dias, as regiões mais pobres do território paulista.
O enriquecimento provocado pelo café e a constante chegada de imigrantes italianos, portugueses, espanhóis, japoneses e árabes à Província, além do desenvolvimento de uma grande rede férrea, trazem prosperidade a São Paulo.

## República Velha e a política do café com leite
Ao se instalar a república, afirmava-se claramente o predomínio econômico do novo estado. Se o Brasil era o café, o café era São Paulo. Essa realidade repercutiu na esfera nacional, daí a homogeneidade de 1894 a 1902, em três quadriênios consecutivos, com os presidentes Prudente de Morais, Campos Sales e Rodrigues Alves.
No início do Século XX, com o avanço das ferrovias rumo ao Rio Paraná são criados dezenas de municípios ao longo das ferrovias Estrada de Ferro Sorocabana, NOB e Companhia Paulista de Estradas de Ferro. Pela primeira vez é ocupado o Oeste paulista. Por ter sido povoado ao longo das ferrovias, o oeste paulista se dividia em regiões chamadas "Zona da Paulista", "Zona da Sorocabana", "Zona da Noroeste" e "Zona da Araraquarense".  As ferrovias foram construídas nas regiões mais altas mais próprias para o café, os chamados espigões, menos sujeitos à geada.

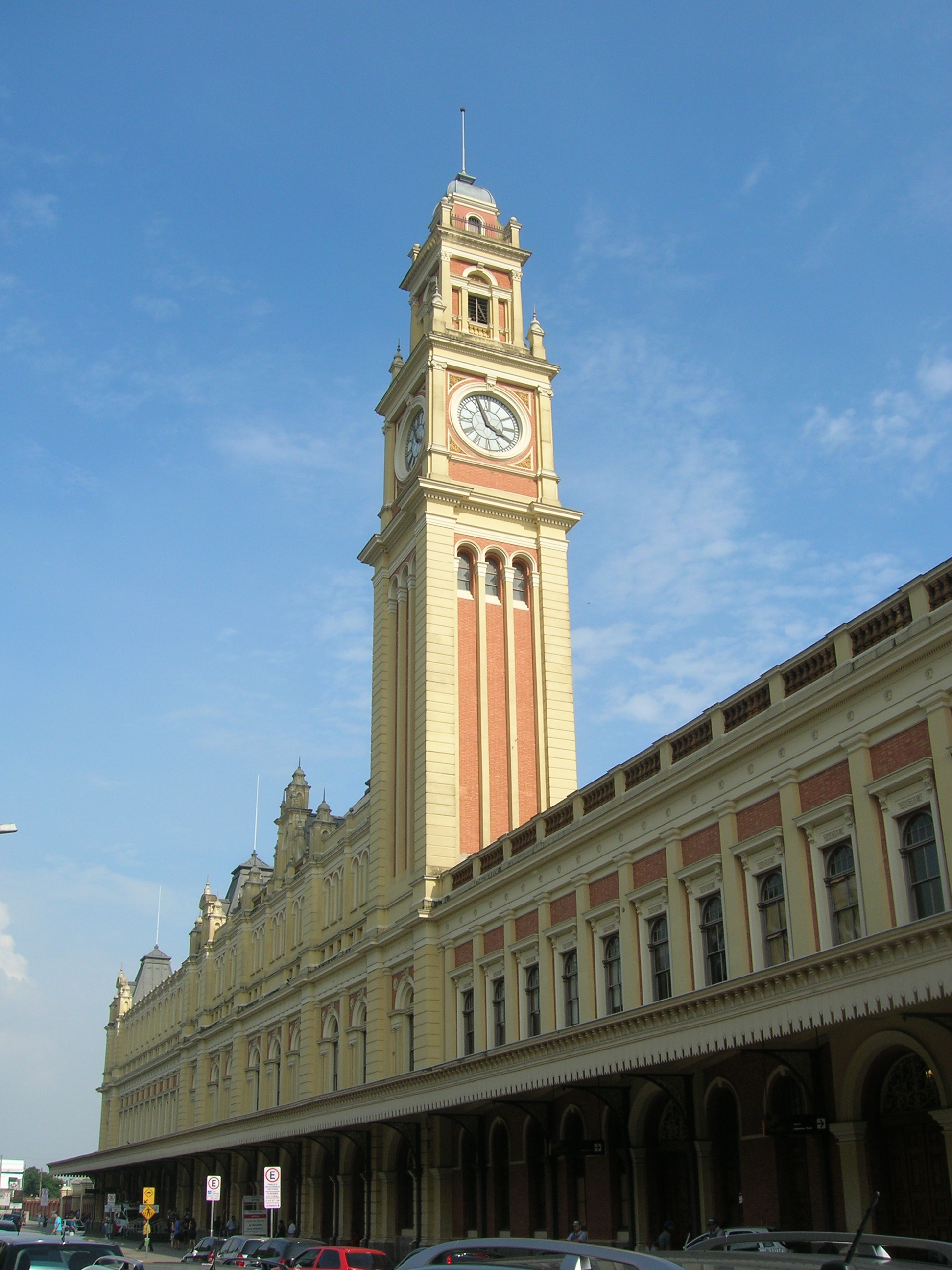
Estação da Luz, um dos símbolos do poder paulista no auge da República do café com leite.

São Paulo ingressou com dois trunfos na era republicana: a riqueza representada pelo café e o sistema de mão-de-obra livre, que fora introduzido antes da abolição da escravatura e já se adaptara e integrara no modo de produção da agricultura paulista. De outro lado, a autonomia local conferida pelo novo regime federativo, que em face dos amplos direitos conferidos aos estados resultava, na prática, numa verdadeira soberania, veio reforçar política e administrativamente as vantagens conferidas pelos dois fatores acima mencionados.
Assim equipado, beneficiando-se da fraqueza institucional decorrente da Proclamação da República do Brasil, São Paulo aliou seu poder econômico à força eleitoral de Minas Gerais e instaurou a política do café com leite, que teve por consequência uma mudança no federalismo no Brasil, sendo até hoje visíveis os resultados. Para isso, concorreu também a visão empresarial de seus homens de negócios, cafeicultores principalmente, que, ainda no império, haviam aprendido a usar com presteza e vigor o poder político em defesa de seus interesses econômicos. Perceberam de imediato a oportunidade da introdução do imigrante estrangeiro e a subsidiaram com recursos da província, uma vez que o governo imperial dispensava maiores atenções ao estabelecimento de núcleos coloniais do que à imigração assalariada. Com a nova situação criada pela instituição do regime republicano, puderam ampliar seus meios de ação. Daí por diante, até a crise de 1929, não perderam de vista a expansão e defesa do produto que sustentava a economia da região.
Apesar das dissensões internas e de várias dissidências, o Partido Republicano Paulista (PRP) conseguiu manter grande coesão em face da União, o que lhe permitia levar avante uma política que satisfazia, em geral, aos interesses dominantes e que, inegavelmente, contribuiu para o prestígio de São Paulo dentro da federação.
Não foram, entretanto, tranquilos os primeiros momentos republicanos em São Paulo. Eles refletiam as agitações e desacertos que ocorriam no âmbito federal. Como nos demais estados, estabeleceu-se uma junta governativa provisória. Em seguida foi nomeado governador Prudente de Morais, que logo renunciou. O governo do estado passou então para Jorge Tibiriçá, indicado por Deodoro.

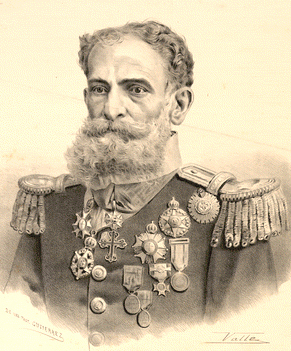
Marechal Deodoro da Fonseca, proclamador da república brasileira.

Em 1890 inaugurou-se a era das dissensões políticas dentro do PRP, com a oposição exercida pelo Centro Republicano de Santos, que, em manifesto de 24 de agosto de 1890, lançou a candidatura de Américo Brasiliense de Almeida e Melo. Agitou-se a faculdade de direito, enquanto as principais figuras republicanas de São Paulo, como Prudente de Morais, Campos Sales, Bernardino de Campos e Francisco Glicério de Cerqueira Leite, entre outros, inquietaram-se com o autoritarismo do marechal Deodoro da Fonseca. Este destituiu Jorge Tibiriçá e delegou o poder, em 1891, a Américo Brasiliense, que Deodoro da Fonseca considerava o único capaz de organizar São Paulo.
Agravaram-se os descontentamentos. Amargas polêmicas foram travadas entre Campos Sales, pelo Correio Paulistano, e Francisco Rangel Pestana, que usava como porta-voz O Estado de S. Paulo. Nesse ambiente instalou-se, em 8 de junho de 1891, a Assembleia Constituinte e, em julho, Américo Brasiliense, já escolhido presidente do estado, promulgou a primeira constituição paulista.
Os ânimos pareciam serenar quando o golpe de Deodoro da Fonseca fez renascer a agitação. A capital e o interior viviam apreensivos, sob a ameaça de subversão da ordem pública, que se generalizava pelo país. Para evitar a guerra civil, Deodoro renunciou, e assumiu a presidência da república o vice-presidente, Floriano Peixoto, que recebeu então apoio político e financeiro de São Paulo contra as revoltas que se alastravam pela nação. Em troca, São Paulo assumiu a hegemonia da federação, com a eleição de Prudente de Morais, em 1894, que dava início à série de presidentes civis.
Enquanto isso, no estado, Américo Brasiliense passou o governo ao major Sérgio Tertuliano Castelo Branco, que logo o transmitiu a quem de direito: o vice-presidente, José Alves de Cerqueira César. Este, diante do espírito de motim e de reação monárquica que reinava, dissolveu a Assembleia Legislativa, convocou imediatamente outro Congresso e depôs todas as câmaras municipais do estado. Realizaram-se eleições de deputados e senadores para o segundo legislativo estadual, que se instalou em 7 de abril de 1892. Demonstrando sempre decisão e firmeza, Cerqueira César convocou o eleitorado para escolher novo presidente do estado, Bernardino de Campos, o primeiro governante paulista eleito pelo sufrágio direto.
Após 1904, os mandatos dos presidentes do estado de São Paulo se estabilizaram, de 4 em 4 anos. Jorge Tibiriçá Piratininga reformou as polícias de São Paulo. Em 1910, em uma campanha malograda, os paulistas apoiaram a candidatura de Rui Barbosa à presidência da república, tendo o presidente de São Paulo Albuquerque Lins como seu vice.  Derrotado Rui Barbosa e assumindo a presidência Hermes da Fonseca, São Paulo correu o risco de intervenção federal na Política das Salvações, porém, com a eleição do Conselheiro Rodrigues Alves, presidente de São Paulo de 1912 a 1916, graças a seu prestígio em todo o Brasil, São Paulo escapou da intervenção federal.
O presidente de São Paulo de 1916 a 1920, Dr. Altino Arantes Marques enfrentou os "5 Gs": a Primeira Guerra mundial, a grande Geada de 1918, as Greves (paredes) de 1917, a Gripe espanhola e a invasão de Gafanhotos no interior de São Paulo.
O Dr. Washington Luís, que governou São Paulo de 1920 a 1924, revolucionou São Paulo com seu lema "Governar é abrir estradas", sendo que, atualmente, 19 das 20 melhores rodovias brasileiras são paulistas.

### Revolta paulista de 1924
Em 1924, durante a presidência estadual de Carlos de Campos, ocorre em São Paulo, tanto na capital quanto no interior, a Revolução de 1924, que obriga Carlos de Campos a se retirar da capital. Acontecem destruições e depredações e bombardeiro. A capital paulista foi palco do maior conflito urbano da história do Brasil, em cenas que lembravam a Primeira Guerra Mundial, com explosões de bombas, moradias e prédios destruídos, bombardeios por aviões, soldados com metralhadoras, população fugindo pelas ruas, tanques de guerra cruzando a cidade e trincheiras abertas nas ruas. Os rebeldes são derrotados e rumam para o sul do Brasil.
O Dr. Washigton Luís chegou à presidência da república em 1926, sendo porém deposto em 24 de outubro de 1930.

## Revolução de 1930 e a Revolução de 1932
Em 1 de março de 1930, o presidente de São Paulo, o paulista Júlio Prestes, foi eleito presidente da república, obtendo 91% dos votos válidos em São Paulo, mas não tomou posse, impedido pela Revolução de 1930, a qual também derrubou da presidência da república Washington Luís que fora presidente de São Paulo entre 1920 e 1924. São Paulo então passou a ser governado pelos vencedores da Revolução de 1930 e logo em seguida se revoltou contra essa situação protagonizando a Revolução de 1932. Júlio Prestes e Washington Luís foram exilados. Os jornais apoiadores do PRP foram destruídos.

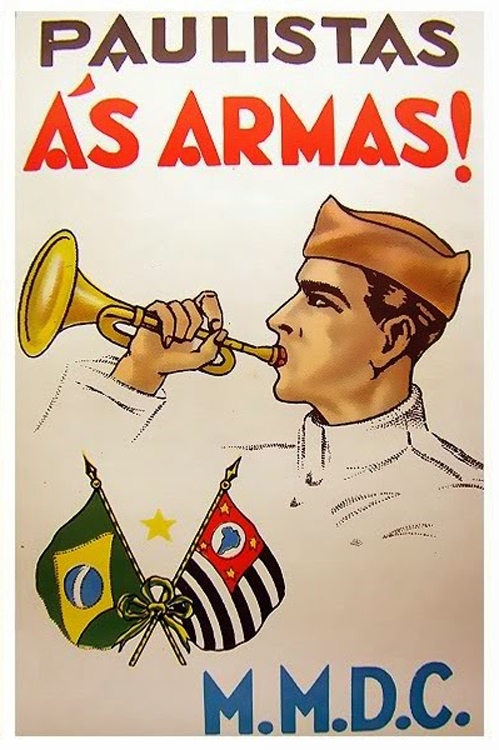
Cartaz MMDC convocando o povo paulista às armas.

A década de 1930 em São Paulo caracterizou-se, do ponto de vista econômico, pelos esforços de ajustamento às novas condições criadas pela crise mundial de 1929 e pela derrocada do café. Do ponto de vista político, o período foi marcado pela luta em prol da recuperação da hegemonia paulista na federação, atingida pela Aliança Liberal e afinal aniquilada pela revolução de 1930. Esta submeteu o estado à ação dos interventores federais, que, de início, nem paulistas eram.
Surgiram logo as reivindicações a favor de um governo paulista, o que, na versão dos vencedores da Revolução de 1930, era visto como tentativa de a restaurar os grupos hegemônicos paulistas, cujos interesses, tanto econômicos quanto políticos, estavam sendo prejudicados pela nova situação. No entanto, mesmo alguns interventores, como o tenente pernambucano João Alberto Lins de Barros, procuraram conciliar a cafeicultura com a nova orientação do governo federal.
Habituadas a conduzir seu próprio destino, as classes dirigentes se insurgiram sob a liderança do Partido Democrático, então presidido pelo professor Francisco Morato, justamente o partido aliado à revolução getulista de 1930. A organização política rompeu, porém, com o governo federal e constituiu, com as classes conservadoras e o velho PRP, a Frente Única Paulista. Esta procurou aliança com outros estados, particularmente com a oposição gaúcha, mas afinal os paulistas rebelaram-se, contando apenas com o apoio de tropas do Estado de Maracaju (atual Mato Grosso do Sul).
Em 9 de julho de 1932, irrompeu a revolução constitucionalista de São Paulo. Governava o estado, como interventor federal, o paulista Pedro de Toledo, logo proclamado governador. Formaram-se batalhões de voluntários, e aderiram ao movimento algumas unidades do Exército, um forte contingente de Mato Grosso e a quase totalidade da força pública estadual. Foram mobilizados inicialmente cinquenta mil homens, cujo comando coube ao general Bertoldo Klinger, e depois ao coronel Euclydes de Oliveira Figueiredo.
A indústria participou da revolução com entusiasmo. Sob a direção de Roberto Cochrane Simonsen, todo o parque industrial paulista foi colocado a serviço da rebelião, dedicado à produção bélica. Organizou-se também o abastecimento interno. A luta durou, porém, apenas três meses e terminou com a derrota dos paulistas e a perda de centenas de vidas.
Alguns meses após a capitulação, o governo federal, a fim de pacificar o país, decidiu convocar eleições para a Assembleia Constituinte, respondendo ao objetivo principal dos revolucionários paulistas: a restauração da ordem constitucional. Enquanto isso, São Paulo foi ocupado militarmente de outubro de 1932 a agosto de 1933. Foram exilados o ex-governador Pedro de Toledo, seu secretariado e outros políticos que tomaram parte ativa na revolução.

## Industrialização e metropolização

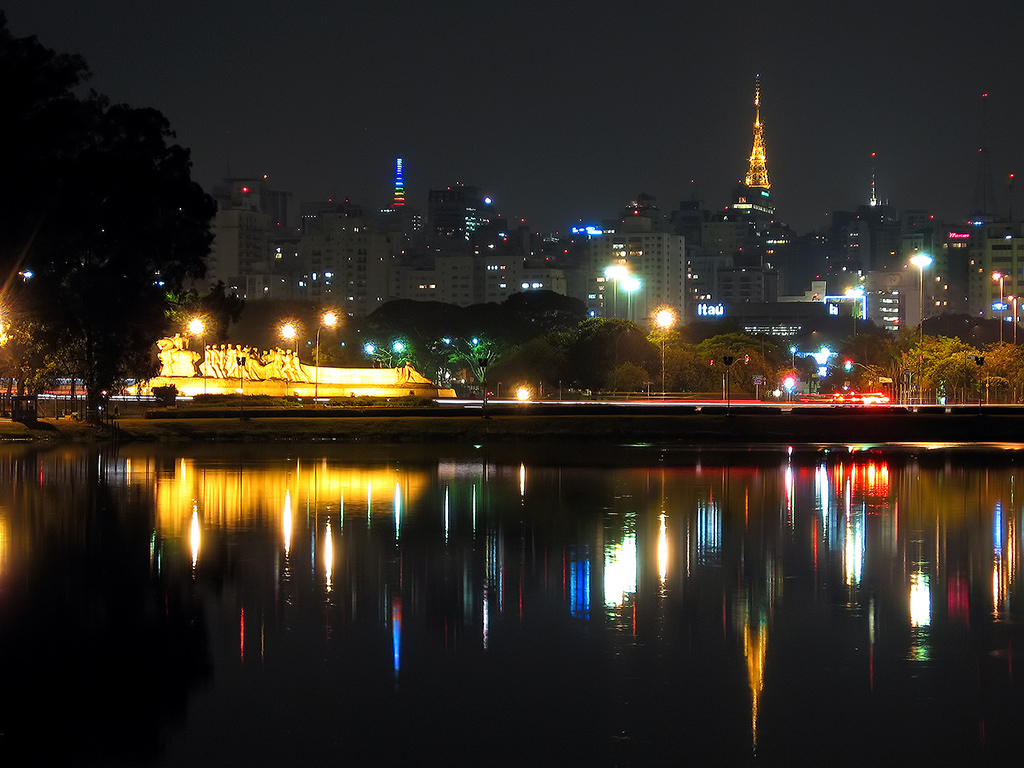
São Paulo, durante muito tempo a cidade foi o principal polo industrial do estado.

Após a Primeira Guerra Mundial, o cultivo do café começa a enfrentar crises de excesso de oferta e concorrência de outros países. O cultivo começa a ser controlado pelo governo, a fim de evitar crises e fazendas fecham, levando imigrantes em direção a São Paulo, onde se tornam operários.
Pressões políticas exigindo o fim do predomínio da elite cafeeira paulista surgem e movimentos artísticos como a Semana de 1922 propagam novas ideias sociais e econômicas. A imigração externa começa a se enfraquecer e greves anarquistas e comunistas rebentam em São Paulo enquanto impérios industriais como o de Matarazzo são formados.
Em 1930 o café entra em sua derradeira crise com a Crise de 1929 e o crash da Bolsa de Nova Iorque no ano anterior, o colapso dos preços externos dos grãos e a Revolução de 1930, que retira os paulistas do poder.

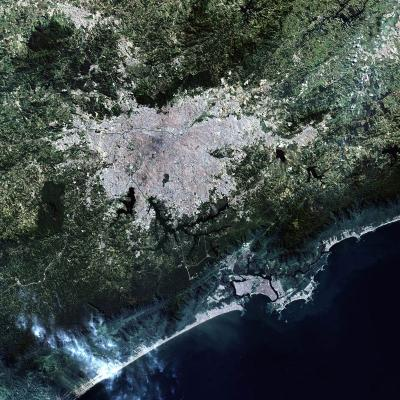
Imagem de satélite focalizando a Região Metropolitana de São Paulo.

Dois anos depois, em 1932, São Paulo combate Getúlio Vargas na Revolução Constitucionalista, em uma tentativa de retomar o poder perdido, porém é derrotado militarmente. A crise do café se amplifica e o êxodo rural em direção à cidade de São Paulo esvazia o interior do estado.
No período do Estado Novo (Brasil) com Ademar de Barros como governador do estado e Prestes Maia prefeito da cidade de São Paulo, o estado entra em uma nova fase de desenvolvimento com a construção de grandes rodovias e usinas hidrelétricas.
A Segunda Guerra Mundial interrompe as importações de produtos e a indústria paulista inicia um processo de substituição de importações, passando a produzir no estado os produtos até então importados. O processo intensifica-se no governo de Juscelino Kubitschek, que lança as bases da indústria automotiva no ABC paulista.
Para suprir a mão de obra necessária, o estado passa a receber milhões de nordestinos, vindos principalmente dos estados da Bahia, Ceará, Pernambuco e Paraíba, que substituem os antigos imigrantes, agora compondo a classe média paulista, como operários. Estes se fixam principalmente na periferia de São Paulo e nas cidades vizinhas. Este rápido aumento populacional promove um processo de metropolização, onde São Paulo se aglomera com as cidades vizinhas, formando a Região Metropolitana de São Paulo.
Em 1960, a cidade de São Paulo torna-se a maior cidade brasileira e principal polo econômico do país, superando o Rio de Janeiro. Este título de maior cidade brasileira deve-se a um número maior de migrantes que escolhiam ir para São Paulo.
Neste período a política paulista era dominada pela rivalidade entre o "janismo" e o "ademarismo", sendo os dois maiores líderes políticos de São Paulo, Ademar de Barros e Jânio Quadros.

## Industrialização do interior e contemporaneidade

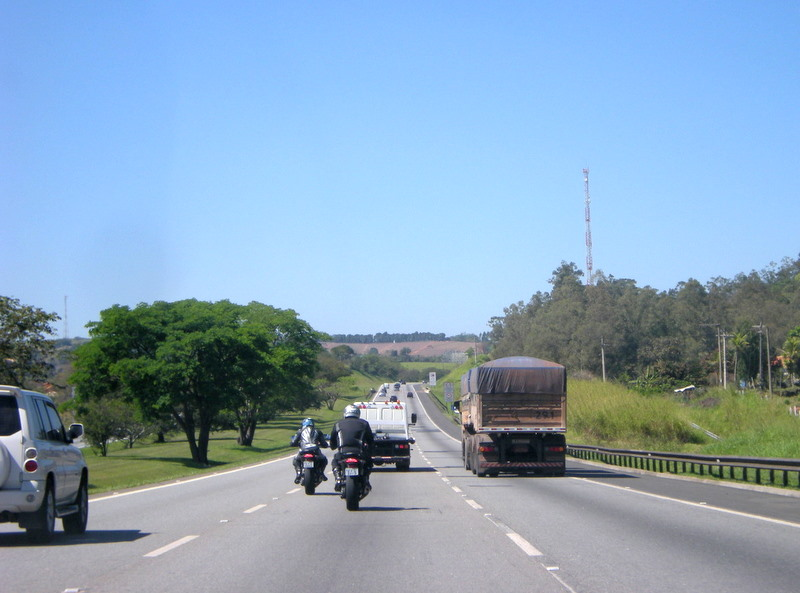
Rodovia dos Bandeirantes, um dos principais vetores de desenvolvimento do interior do estado.

Nas décadas de 1960 e 1970 o governo estadual promove diversas obras que incentivam a economia do interior do estado, esvaziado desde a quebra do café em 1930.
A abertura e duplicação da Via Dutra (BR-116) recupera e industrializa o Vale do Paraíba, que se concentra em torno da indústria aeronáutica de São José dos Campos. Para o Oeste, a implantação do Aeroporto Internacional de Viracopos, a criação da Universidade Estadual de Campinas (Unicamp) a abertura de rodovias como a Rodovia Anhanguera e Bandeirantes e Rodovia Washington Luís o implemento de técnicas modernas de produção, em especial da cana-de-açúcar e de seu subproduto, o álcool combustível, levam novamente o progresso às regiões de Campinas, Sorocaba, Central, Ribeirão Preto e Franca.

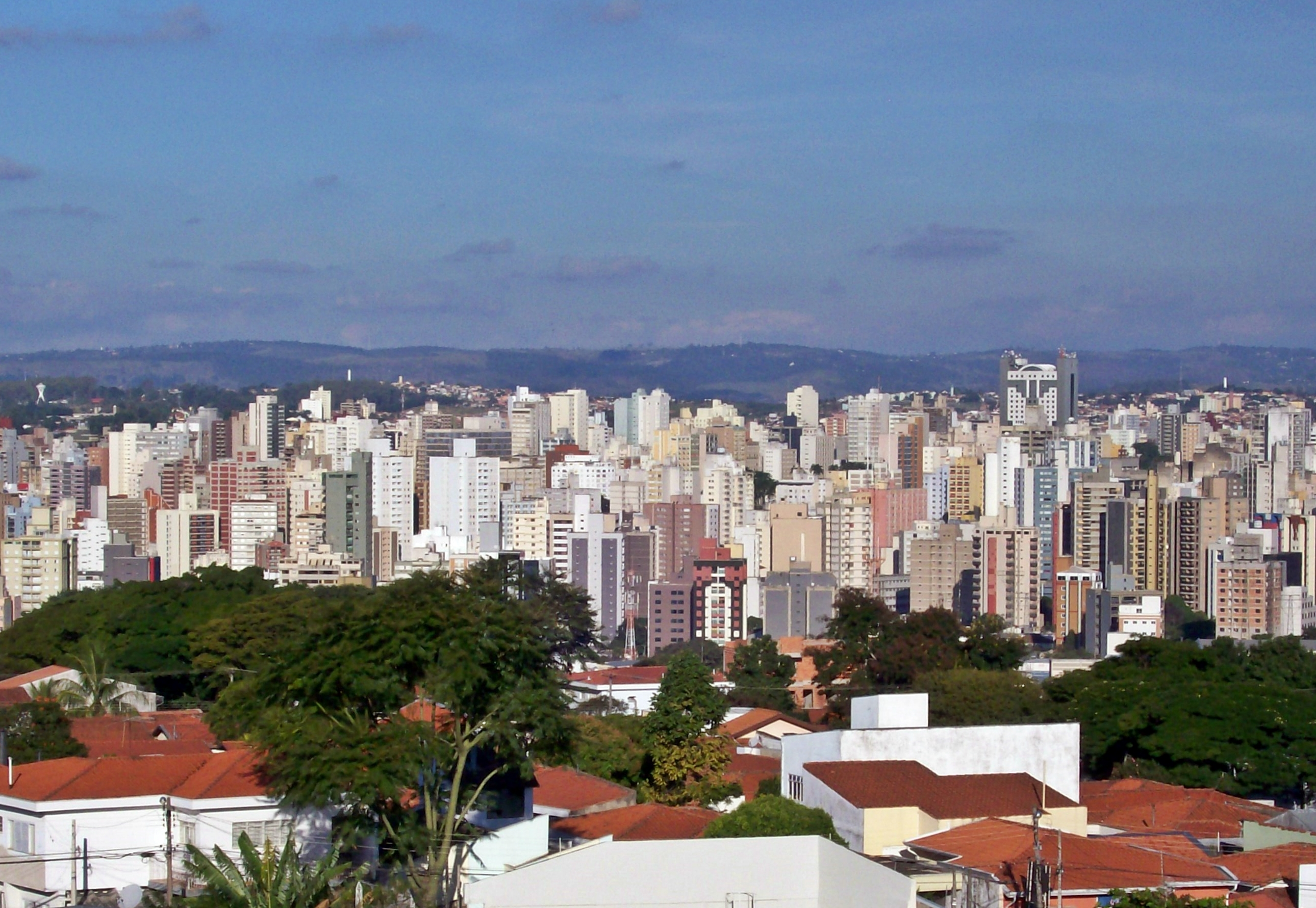
Campinas, a maior cidade do interior paulista.

Este processo de recuperação econômica do interior intensifica-se a partir da década de 1980, quando inúmeros problemas urbanos, como violência, poluição e ocupação desordenada, afligem a Região Metropolitana de São Paulo. Entre 1980 e 2000 a grande maioria dos investimentos realizados no estado foi feita fora da capital, que passa de uma metrópole industrial para um polo de serviços e finanças. O interior, em especial os eixos entre Campinas - Piracicaba - São Carlos - Ribeirão Preto - Franca e Sorocaba - São José dos Campos - Taubaté, torna-se industrializado e próspero.
Entretanto, mesmo com o enriquecimento e industrialização do interior, outros estados passam a ter uma taxa de crescimento econômico ainda mais elevada que São Paulo, principalmente as regiões Sul e Centro-Oeste.
Atualmente, ainda que o crescimento não seja mais tão alto e haja concorrência de outros estados, São Paulo é o principal polo econômico e industrial da América do Sul, sendo o maior mercado consumidor do Brasil.
No final da década de 1970 e início da de 1980, houve a ascensão de um movimento sindical no ABC Paulista, liderado pelo futuro presidente brasileiro Luiz Inácio Lula da Silva. O Estado, em especial a sua capital, tiveram uma participação importante no movimento das Diretas Já (1983-4), inclusive com a participação do então governador Franco Montoro. Na década de 1980, nasceram os dois principais partidos brasileiros das três décadas seguintes – o PT e o PSDB -, com forte participação de lideranças baseadas em São Paulo.
Em 1994, o PSDB ganhou sua primeira eleição para o governo paulista, com Mário Covas. Entre 1995 e 2023, esse partido político governou quase ininterruptamente o estado, tendo como nomes Covas, Geraldo Alckmin, José Serra e João Doria. Em 2022, Tarcísio de Freitas (Republicanos) foi eleito governador, com o apoio do PSDB no segundo turno, assumindo o governo estadual em 2023.

### História ambiental
- JORDÃO, S. A contribuição da geomorfologia para o conhecimento da fitogeografia nativa do estado de São Paulo e da representatividade das Unidades de Conservação de Proteção Integral. Tese de Doutorado em Ciências, Universidade de São Paulo, 2011. link.
- SECRETARIA DE MEIO AMBIENTE (SMA). Nos Caminhos da Biodiversidade Paulista (Org. Marcelo Leite). São Paulo: Imprensa Oficial, 2007.
- USTERI, A. Flora der umgebung der stadt Sao Paulo in Brasilien. Jena: G. Fischer, 1911. link.
- VICTOR, M. A. M. et al. Cem anos de devastação: revisitada 30 anos depois. Brasília: Ministério do Meio Ambiente, 2005. link.
- WANDERLEY, M.G.L. et al., coords. Flora Fanerogâmica do Estado de São Paulo. Instituto de Botânica, São Paulo. 2001–presente. 8 vol. link.

### Arqueologia e povos indígenas
- AFONSO, Marisa Coutinho. Um painel da arqueologia pré-histórica no Estado de São Paulo: os sítios cerâmicos. Especiaria: Cadernos de Ciências Humanas, v. 11-12, n. 20-21, 2008-2009, p. 127-155, .
- DORNELLES, Soraia Sales. A questão indígena e o Império: índios, terra, trabalho e violência na província paulista, 1845-1891. Tese (doutorado) - Universidade Estadual de Campinas, Instituto de Filosofia e Ciências Humanas, Campinas, 2016, link.
- MONTEIRO, John et al. Índios no Estado de São Paulo: resistência e transfiguração. São Paulo: Yankatu, 1984, link.
- SCHADEN, Egon. Os primitivos habitantes do território paulista. Revista de História, v. 8, n. 18, p. 385-406, 1954.
- WICHERS, Camila Azevedo de Moraes. Mosaico Paulista: guia do patrimônio arqueológico do estado de São Paulo. São Paulo: Zanettini Arqueologia, 2010, .

### Escravidão
- QUEIROZ, Suely Robles Reis de. Escravidão negra em São Paulo: um estudo das tensões provocadas pelo escravismo no século XIX. Rio de Janeiro: Livraria J. Olympio Editora, 1977.

### Café e industrialização
- DEAN, Warren. A industrialização de São Paulo (1880-1945). São Paulo: Difel, Edusp, 1971. [1a ed., 1969, link.]
- MILLIET, Sérgio. Roteiro do Café. São Paulo: Ed. Bipa, 1946.

### Outros
- BASSANEZI, Maria Silvia C. Beozzo; SCOTT, Ana Silvia Volpi; BACELLAR, Carlos de Almeida Prado; TRUZZI, O. M. S. Roteiro de fontes sobre a imigração em São Paulo 1850-1950. São Paulo: UNESP, 2008. 314p .
- GODOY, J. M. T. Identidade e regionalismo paulista: trajetória e mutações. Anais do XXVI Simpósio Nacional de História - ANPUH, São Paulo, julho 2011, link.
- SOUZA, Ricardo Luiz de. História regional e identidade: o caso de São Paulo. História & Perspectivas, Uberlândia, 36-37, 2007, pp. 389–411, .